# Ese Odo
Ese Odo è una  delle diciotto aree a governo locale (local government areas) in cui è suddiviso lo stato di Ondo, in Nigeria. Estesa su una superficie di 762 chilometri quadrati, conta una popolazione di 154.978 abitanti.